# Nagy-Küküllő vármegye
Nagy-Küküllő vármegye (németül: Komitat Groß-Kokelburg; románul: Comitatul Târnava-Mare) a Magyar Királyság keleti részében helyezkedett el. Székhelye Segesvár volt. A küküllő korai török eredetű szó, mely az avarok révén került a magyar nyelvbe, jelentése kökényes. Jelenleg Románia része.

## Földrajz
A vármegye területe mindenhol hegység volt, ám a hegységek sehol nem értek el lényeges magasságot. Csak a vármegye keleti részén található Persányi-hegység volt 948 méter magas. Legfontosabb folyói az Olt, a Nagy-Küküllő. A vármegye ásványi kincsekben igen gazdag volt.
Északról Kis-Küküllő és Udvarhely vármegyék, keletről Brassó vármegye, délről 
Fogaras és Szeben vármegyék, nyugatról pedig Alsó-Fehér vármegye határolta.

## Történelem
A vármegye az 1876-os megyerendezés során alakult az ekkor megszűnő Kőhalomszék, Medgyesszék és Segesvárszék nagy részéből, továbbá Nagysinkszék teljes területéből és Felső-Fehér vármegye ezek által közrefogott egyes részeiből. Nevét a Nagy-Küküllő folyó után kapta, területileg semmi köze nincs a korábbi Küküllő vármegyéhez.
1920-tól a vármegye területe Románia része. A vármegye nyugati része a romániai Szeben megye, keleti része Brassó megye, északi része pedig Maros megye területéhez tartozik.

## Lakosság
A vármegye összlakossága 1910-ben 148 826 személy volt, ebből:
- 62 224 (41,81%) német
- 60 381 (40,57%) román
- 18 474 (12,43%) magyar

## Közigazgatás

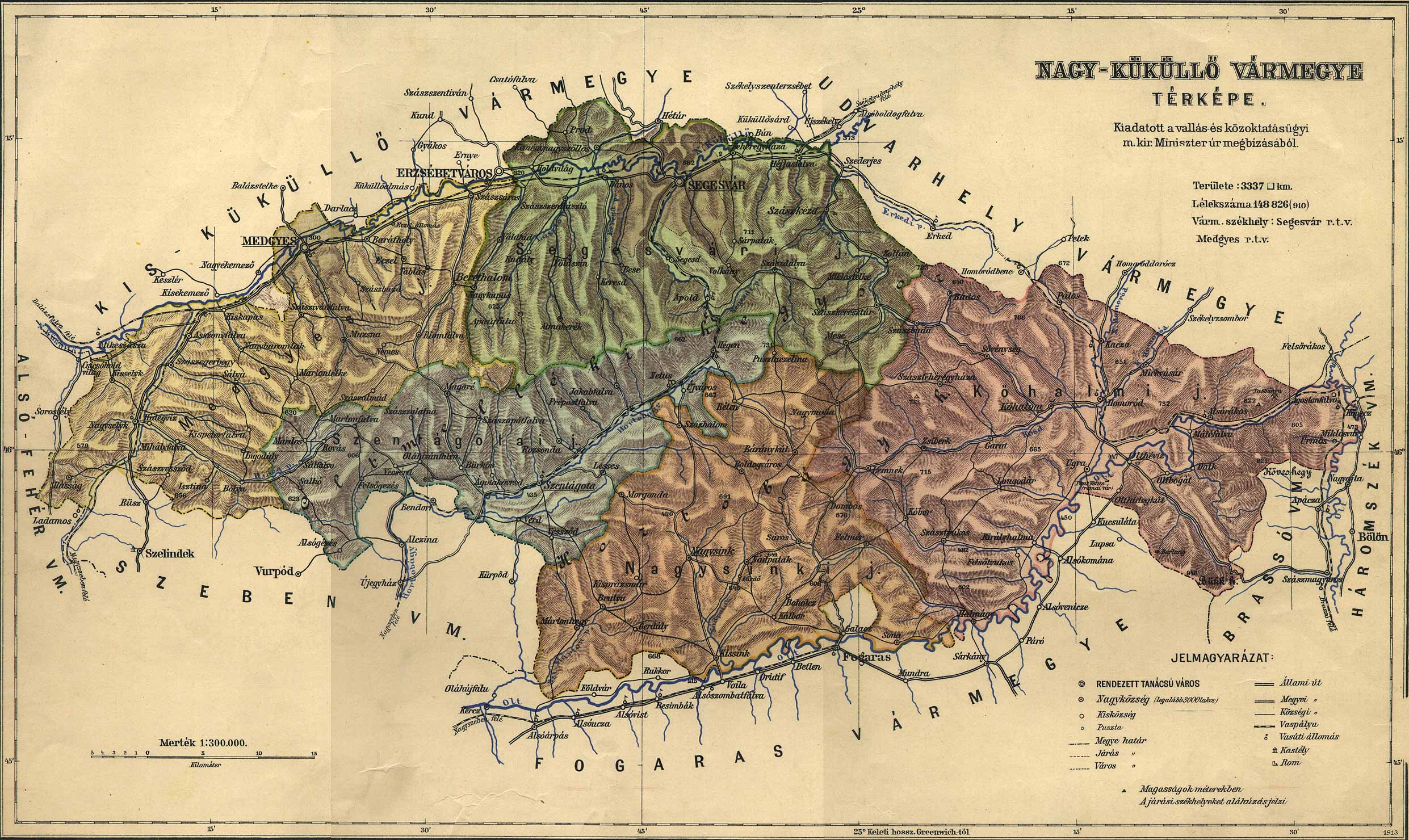
Nagy-Küküllő megye közigazgatási térképe 1910-ből

A vármegye öt járásra volt felosztva és két rendezett tanácsú város tartozott hozzá 1917-ben:
- Kőhalomi járás, székhelye Kőhalom
- Medgyesi járás, székhelye Medgyes
- Nagysinki járás, székhelye Nagysink
- Segesvári járás, székhelye Segesvár
- Szentágotai járás, székhelye Szentágota
- Medgyes rtv.
- Segesvár rtv.